# Carex stylosa
Carex stylosa — багаторічна трав'яниста рослина родини осокові (Cyperaceae), поширена в північній частині Північної Америки та в найпівнічніших регіонах Євразії.

## Опис
Рослини ростуть у щільних пучках. Стебла дистально злегка шершаві, 15–50 см. Листя шириною 2–4 мм. Суцвіття: проксимальні приквітки, коротші або перевищують суцвіття; колоски окремі, коротко-довгасті або подовжені, 7–20 × 4.5–8 мм; бічні (1)2–3(4) колоски маточкові, кінцевий колосок тичинковий. Маточкові луски коричневі з напівпрозорими полями, ланцетні, середня жилка світліша. 

## Поширення
Північна Америка: Ґренландія, Канада, США; Європа: Норвегія; Азія: Далекий Схід, Сибір. Населяє луки, пасовища, болота, береги озер; 0–1300 м.